# Гертруда, або Чи буде вона рада отримати це?
«Гертруда, або Чи буде вона рада отримати це?» (англ. Gertrude, or Would She Be Pleased to Receive It?) — п'єса Вілфорда Ліча 1956 року.
Гумористична п'єса «Гертруда, або Чи буде вона рада отримати це?» написана 1956 року. Автором тексту став американський драматург Вілфорд Ліч, а музику до неї написав його друг композитор Бен Джонстон, з яким вони неодноразово співпрацювали до цього («Дерев'яний птах», «Зодіак Мемфіс-стріт» та ін.)
Героями п'єси є Гертруда, Айседора, пес Ернест, ангел та оповідач. Можливим прототипом Гертруди вважали письменницю Гертруду Стайн, чию творчість Ліч вивчав в той час, а ім'я її подруги відсилає до Айседори Дункан. Гумористичний елемент виникає через те, що оповідач розказує глядачам про існування ангела, але Гертруда та Айседора не підозрюють про його існування. Гертруда є меланхолічною дівчиною, яка любить свого пса, а Айседора — більш нерозважливою, необережно грається із шарфом, нагадуючи долю відомої балерини, та врешті-решт вбиває пса подруги. Наприкінці п'єси з'ясовується, що Гертруда так і не впізнає ангела і приречена жити сама в домі з тисячею вікон.
Музична частина п'єси, так само як і текст, має багато свідомих запозичень та алюзій. Бен Джонстон написав музику для камерного оркестру (три флейти, два кларнети, фагот, ударні, гітара або клавесин, віолончель, контрабас), трьох голосів (сопрано, контральто та тенор) та хору, перетворивши п'єсу на оперу. Підкреслюючи особливості персонажів, композитор імітував декілька музичних стилів, серед яких бароко, музика єлизаветинської епохи, творчість Стравінського і навіть блюз. На думку музикознавиці Хайді фон Гунден, стилістичні запозичення Джонстона стали передвісником «музичного цитування», яке стало поширеним у шістдесяті роки в роботах Джорджа Рочберга, Пітера Максвела Девіса та інших композиторів.
Прем'єра п'єси відбулася 1956 року в Університеті Іллінойсу в Урбана-Шампейн. Пізніше «Гертруду» ставили в США та Європі у виконанні театру La Mama, заснованого Вілфордом Лічем. Фон Гунден називала «Три китайські вірші», «Гертруду» та «Септет» найбільш значними творами раннього Бена Джонстона.